# حبيبي راسك خربان (فلم)
حبيبي راسك خربان هو فيلم روائي للمخرجة سوزان يوسف وأول فيلم روائي طويل تدور أحداثه في غزة منذ أكثر من 15 عام، مدته 75 دقيقة إنتاج عام 2011. من تمثيل ميساء عبد الهادي وقيس ناشف ويوسف أبو وردة، فاز الفيلم بالجائزة الأهم في مهرجان دبي السينمائي الدولي، وحصل على جائزة أفضل فيلم في فئة "المهر العربي" للأفلام الروائية الطويلة، وجائزتي أفضل ممثلة، وأفضل مونتاج. وفاز في جائزة لجنة تحكيم الاتحاد الدولي لنقاد السينما فييريسكي لأفضل مخرج. 

## أحداث الفيلم
يروي الفيلم في قالب عصري ومن غزة قصّة الحبّ الممنوع بين شاعر الغزل العربي "قيس بن الملوح" وحبيبته "ليلى"، حيث عمد الفيلم إلى تقديم مزيج بين الشعر الموجود في تلك الرواية الكلاسيكية والقضايا المعاصرة في فلسطين، والسياسات المتطرفة، والمثل العليا للمرأة المسلمة في قطاع غزة، وهو ما أثار الكثير من الأسئلة حول تلك القضايا. وتدور أحداث الفيلم حول قيس وليلى اللذين يدرسان في جامعة بيروت. ويدرس قيس التاريخ، في حين تدرس ليلى الهندسة، ويقع كل منهما في حب الآخر. ويرى كل منهما أنه، على الرغم من الموت والدمار الذي يحيط بكل شيء، لديهما الحق في الحب والكتابة عن الحب. وقالت ليلى: فلندع الشعر يكسر الاحتلال. ونتيجة للظروف السياسية، يتم فصل قيس وليلى من الجامعة ويضطرا للعودة إلى خان يونس، حيث تعيش ليلى مع عائلتها التي تطلب منها الزواج من شخص يدعى ورد، في حين يعيش قيس في معسكر للاجئين ويحاول الحصول على وظيفة كعامل بناء. ونتيجة لهذا التفاوت في المستوى الإجتماعي، يعارض والد ليلى زواجها من قيس. حيث يتحدى حبهما التقاليد.